# Pruines

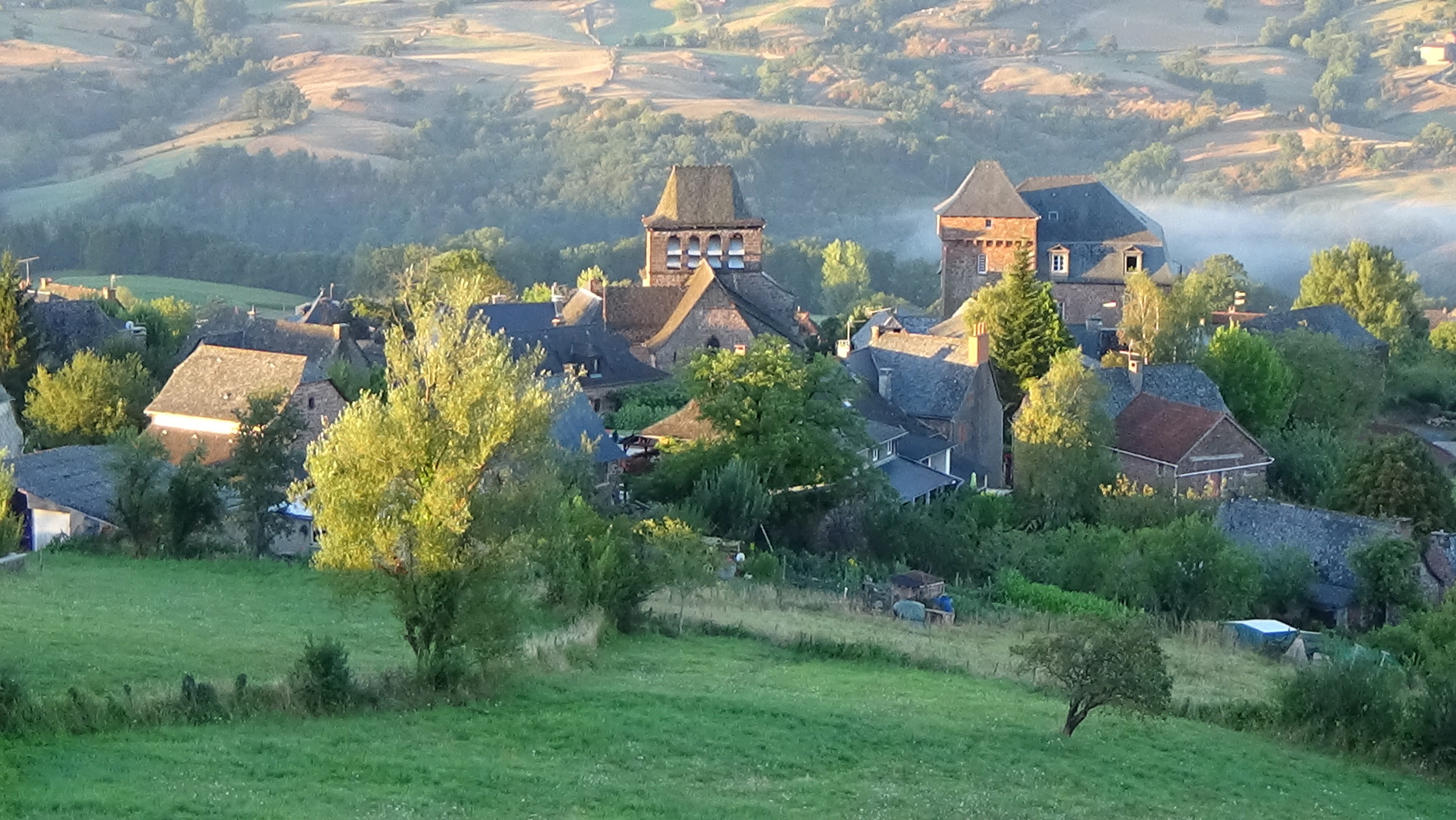
Le village de Pruines.

Pruines é uma comuna francesa na região administrativa de Occitânia, no departamento de Aveyron. Estende-se por uma área de 18,88 km². Em 2010 a comuna tinha 304 habitantes (densidade: 16,1 hab./km²).